# Madhuca hainanensis
Madhuca hainanensis är en tvåhjärtbladig växtart som beskrevs av Woon Young Chun och Foon Chew How. Madhuca hainanensis ingår i släktet Madhuca och familjen Sapotaceae. IUCN kategoriserar arten globalt som sårbar.
Artens utbredningsområde är Hainan (Kina). Inga underarter finns listade i Catalogue of Life.